# Evanna Lynch
Pour les articles homonymes, voir Lynch.
Evanna Lynch [iːvənə lɪnt͡ʃ ], née le 16 août 1991 à Termonfeckin, dans le comté de Louth, en Irlande, est une actrice, écrivaine et entrepreneuse irlandaise.
Elle est devenue célèbre en jouant le rôle de Luna Lovegood dans la saga Harry Potter, adaptée de la saga littéraire du même nom. Pour l'avant dernier film, elle sera par ailleurs nommée aux Scream Awards et Young Artist Awards, en tant que meilleur espoir et meilleure performance pour un second rôle féminin.
Ce n’est qu’après avoir tourné tous les épisodes de Harry Potter que l’actrice s’attaque à des rôles très différents, en jouant dans la comédie G.B.F ou dans des films dramatiques tels que Danny and the Human Zoo (en) ou Addiction : A 60's Love Story. En 2015, elle incarne Emily, son premier rôle principal dans le film indépendant My Name Is Emily.
En 2018, elle participe et finit troisième au classement de la 27e saison de l'émission Dancing with the Stars.
Actrice engagée, elle est nommée ambassadrice de l'association Lumos et est depuis 2015, militante pour les droits des animaux en s'associant avec les associations PETA ou encore Veganuary.
Evanna Lynch, en plus de son métier d'actrice, devient entrepreneuse avec la création de son propre site de podcast portant sur le véganisme, intitulé The Chickpeeps et de sa société valorisant une box mensuelle de produits de beauté véganes et respectueux de l'environnement, nommée la Kinder Beauty Box, qu'elle a co-crée avec l'actrice Daniella Monet.
En octobre 2021, elle publie ses mémoires, dans son premier livre nommé The Opposite of Butterfly Hunting: The Tragedy and the Glory of Growing Up.

## Biographie
Evanna Patricia Lynch naît à Termonfeckin, dans le comté de Louth, en Irlande, le 16 août 1991, de Marguerite et Donal Lynch. Elle a deux sœurs plus âgées, Emily et Mairead, et un frère cadet, Patrick.
Elle a été à l'école primaire publique de Cartown National School à Termonfeckin jusqu'en juin 2004, puis au collège catholique pour filles Our Lady's College, Greenhills (en) à Drogheda,, où son père était le principal adjoint,. Sa mère est une immigrée Hongroise venue en Irlande à l'âge de 16 ans. En 2008, elle s'est entraînée pour son jeu d'actrice au Centre for the Talented Youth of Ireland, à l'université de Dublin,. Elle reçoit une formation d'actrice sur le tournage de Harry Potter au moins trois heures par jour.
À partir de 2010, elle passe son Leaving Certificate (Ireland) (en), l'équivalent du baccalauréat de français en France, à l'Institute of Education (Dublin) (en).

## Carrière

### Harry Potteret célébrité internationale (2006-2011)

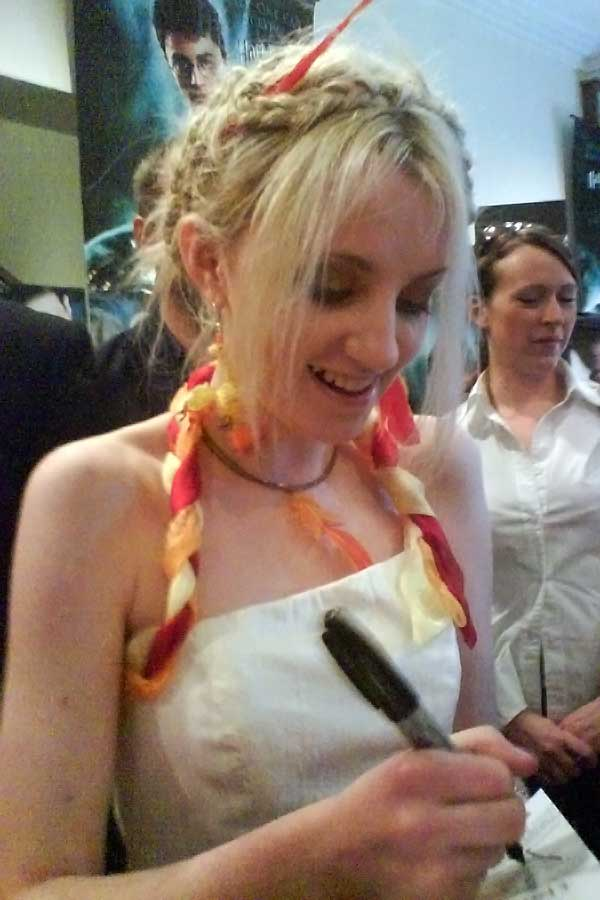
Evanna Lynch à l'avant-première de Harry Potter et l'Ordre du Phénix en juillet 2007.

En janvier 2006, une audition est lancée pour le rôle de Luna Lovegood dans Harry Potter et l'Ordre du Phénix, l'adaptation du roman éponyme de J. K. Rowling et le cinquième film de la série Harry Potter.
En tant que grande fan de la saga (son personnage préféré était d'ailleurs Luna), elle convainc ses parents de la laisser aller à l'audition, où 15 000 personnes se portent candidates. Après quelques auditions puis un test avec l'acteur principal Daniel Radcliffe, la jeune actrice de quatorze ans est choisie pour le rôle, avec le soutien de J. K. Rowling qui estime qu'elle est « parfaite » pour incarner Luna. Le producteur de la saga David Heyman déclare : « plein d'autres pourraient jouer Luna mais Evanna Lynch est Luna Lovegood. »
La sortie du film Harry Potter et l'Ordre du Phénix marque le début de la carrière d'Evanna. Le cinquième film de la franchise, sort en 2007. C'est un énorme succès commercial. Le film établit un record avec une somme, au niveau mondial, de 332 700 000 $ de recette pour son week-end d'ouverture.
Les critiques sont très favorables envers l'ensemble des acteurs, et particulièrement envers Evanna Lynch, qui va être qualifiée d'« envoûtante » par le journaliste Anthony Olivier Scott du New York Times. Jane Watkins de Country Life Magazine va déclarer qu'elle « apportait à son personnage une douceur attrayante qui n'est pas aussi développée dans le livre ».

En plus de jouer dans le film, Evanna prête sa voix dans la version anglaise des jeux vidéo adaptés des films de la saga. 

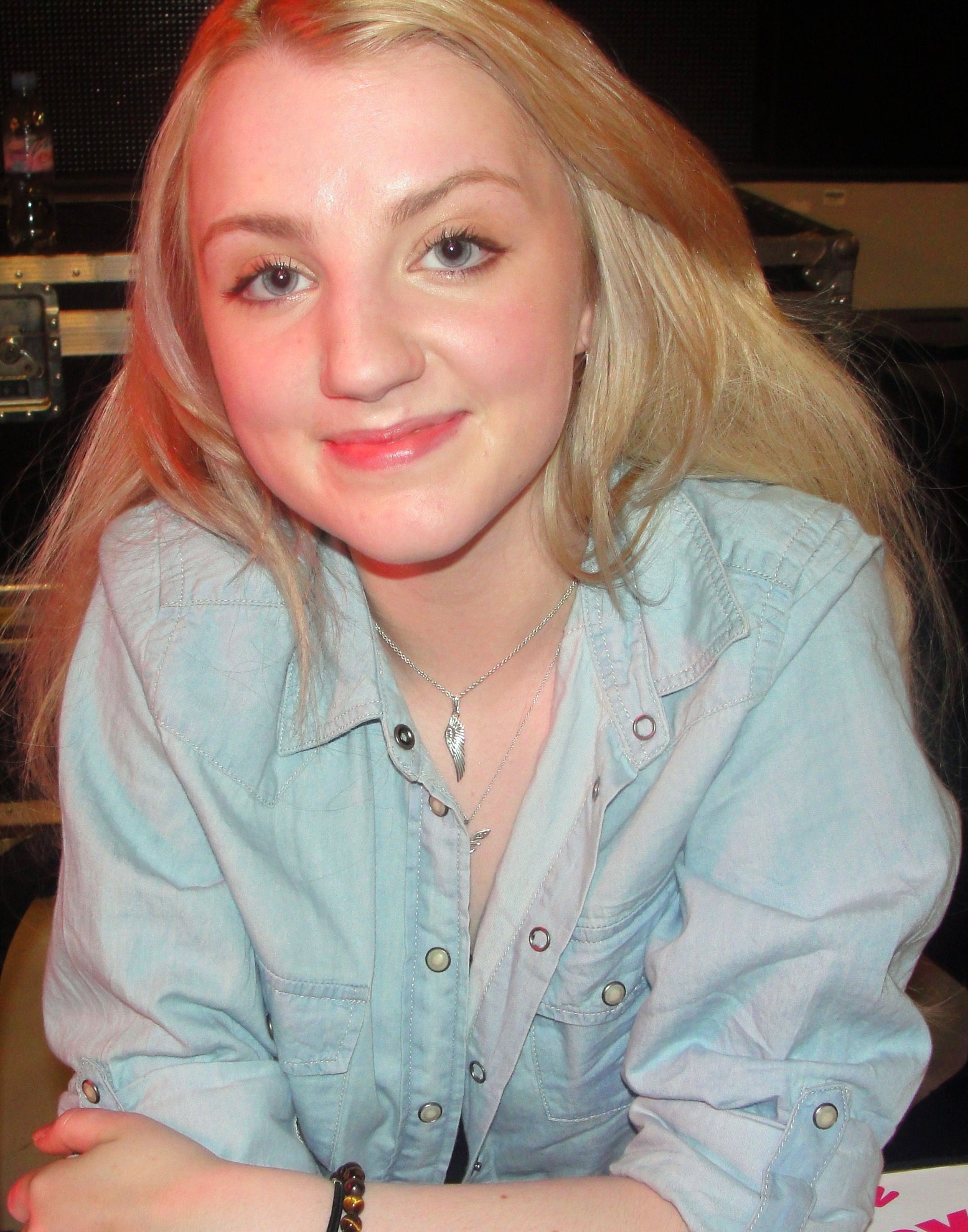
Evanna Lynch posant lors d'une séance d'autographe durant la promotion de Harry Potter et le Prince de sang-mêlé en décembre 2009.

Deux ans plus tard, elle reprend son rôle dans le sixième film de la série, Harry Potter et le Prince de sang-mêlé, initialement prévu pour novembre 2008, qui sortira en retard, le 25 juillet 2009. Les critiques de la presse sont de nouveau très favorables envers toute l'équipe d'acteurs et Evanna est nommée deux fois pour sa performance aux Scream Awards et Young Artist Awards,. L'actrice a donné un petit coup de main aux costumiers et accessoiristes de la saga Harry Potter. Elle a notamment créé elle-même les boucles d'oreille en forme de radis qu'elle porte dans L'Ordre du Phénix, ainsi que plusieurs autres accessoires qu'elle arbore dans Le Prince de sang-mêlé.

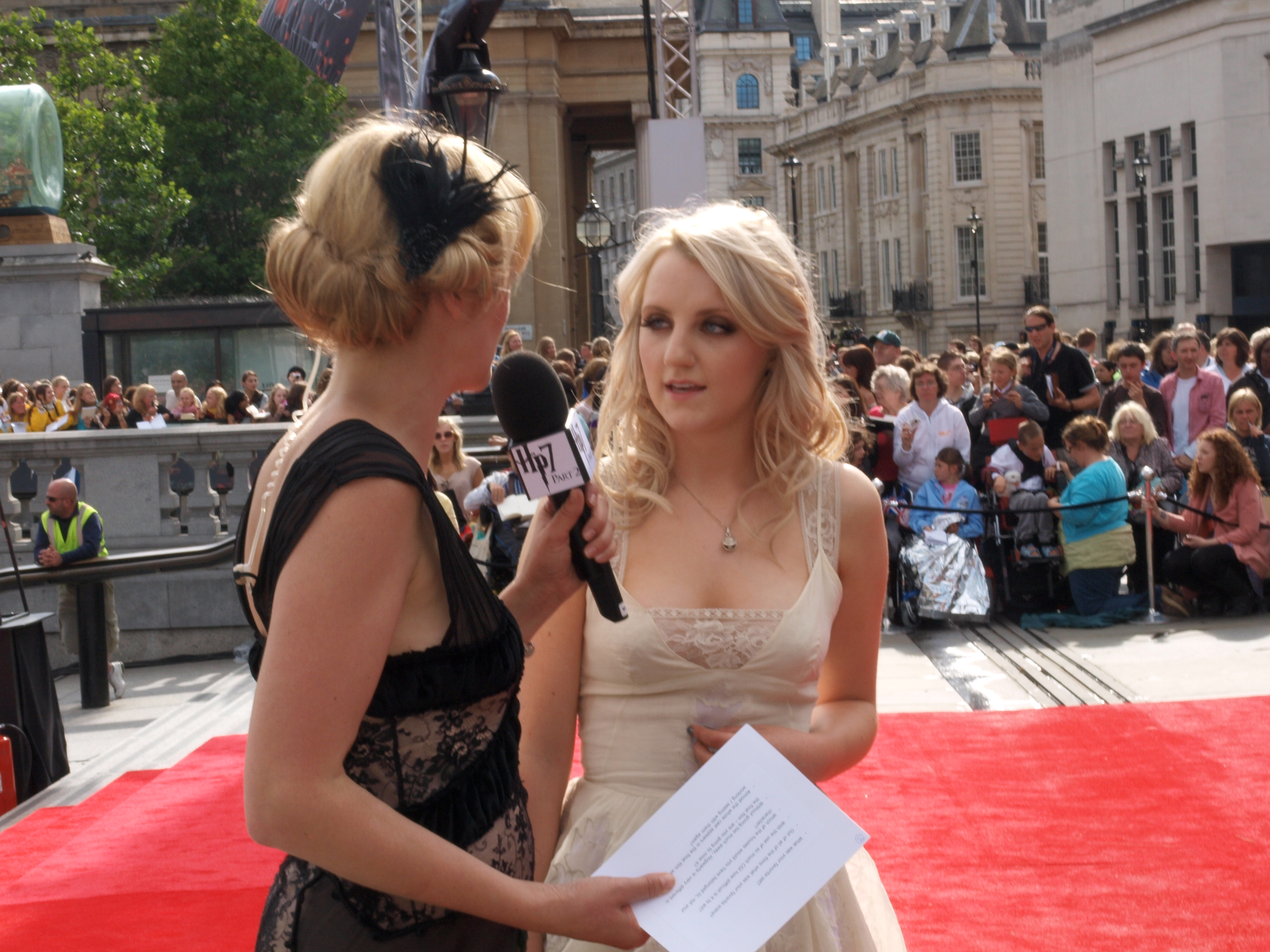
Evanna Lynch lors de la première de Harry Potter et les Reliques de la Mort, partie 2.

Le tournage pour la dernière tranche de la série Harry Potter, Harry Potter et les Reliques de la Mort, dure du 18 février 2009 au 12 juin 2010. Pour des raisons aussi bien financières que liées au respect de l'œuvre, le livre original a été divisé en deux films, tournés l'un après l'autre. En effet, le réalisateur aurait été contraint de couper de nombreuses scènes pour faire tenir tout le roman dans un seul film.
Harry Potter et les Reliques de la Mort : Première partie sort le 24 novembre 2010. Le film a été un succès au box-office et a suscité des critiques généralement favorables. Quickflix va décrire Evanna Lynch comme « brutalement sous-utilisée comme la fougueuse Luna Lovegood ».
Le dernier opus, Harry Potter et les Reliques de la Mort : Deuxième partie sort en juillet 2011. C'est le premier et le seul film de la série diffusé en 3D. C'est aussi le seul film de la série « Harry Potter » à passer la barre symbolique du milliard de dollars de recettes dans le monde.
Lors de la première mondiale de Harry Potter et des reliques de la mort : Partie 2, le 7 juillet 2011 à Londres, l'autrice de la saga J. K. Rowling va déclarer qu'il y avait sept membres principaux de la distribution dans la série, qu'elle a surnommés les « Big Seven », et qu'Evanna Lynch était parmi les sept membres, aux côtés de Daniel Radcliffe, Rupert Grint, Emma Watson, Tom Felton, Matthew Lewis et Bonnie Wright. J.K Rowling a déclaré que de tous les acteurs de la saga, Evanna avait eu le plus d'influence sur la manière dont son personnage avait été écrit par la suite. Lors de la composition du dernier livre, l'autrice va déclarer durant une interview en 2012 : « Je l'ai vue. [Elle] m'a eu dans la tête. J'ai même entendu sa voix lorsque j'ai écrit Luna ».

### L'aprèsHarry Potteret diversification (2011-2017)

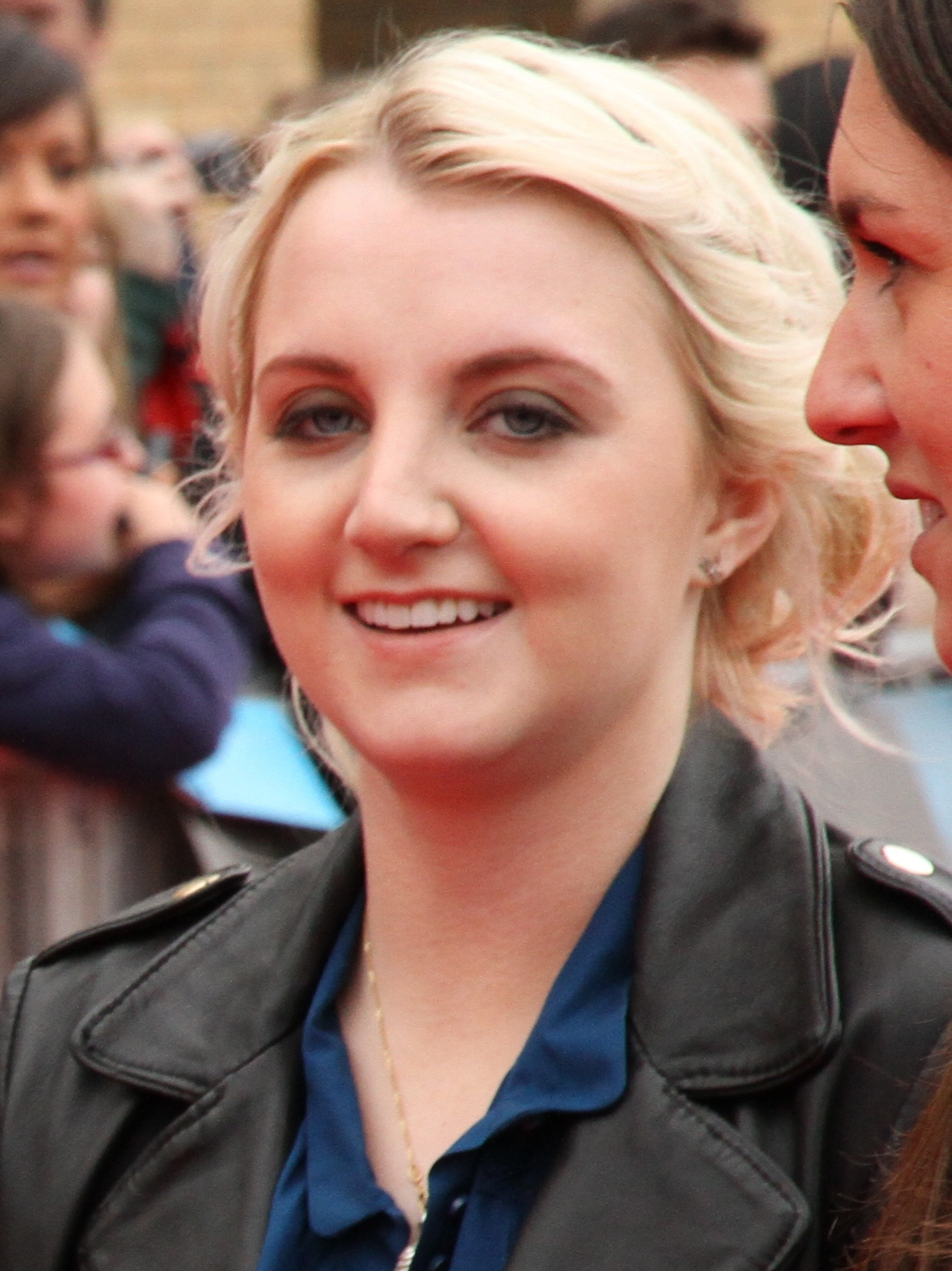
Evanna Lynch durant l'ouverture du Harry Potter Studio Tour en 2012.

Après quelques apparitions en tant que modèle pour quelques magazines, (notamment Ponytail en 2008), Evanna confie l'envie de voir sa carrière d'actrice se prolonger. Elle aimerait jouer un jour pour Tim Burton, qu'elle admire énormément.
En 2012, Evanna est bassiste d'un groupe hommage à la saga écrite par J. K. Rowling, Harry and The Potters. Elle a donné un concert avec le groupe au Leakycon 2012. Elle fait également une petite apparition dans le dernier épisode de la série Sinbad, où elle incarne le rôle d'Alehna.
Elle devait jouer dans le film dramatique Monster Butler (pt), le rôle de Fiona Carrick-Smith, mais le film a été annulé en raison de problème de financement. En 2013, elle joue dans la comédie de Darren Stein (en), G.B.F aux côtés de Michael J. Willett et Sasha Pieterse.
En 2014, elle interprète son premier rôle principal dans le film My Name Is Emily. Le film est diffusé pour la première fois en 2015, à la Galway Film Fleadh en Irlande, et sort aux États-Unis le 17 février 2017,. Le long-métrage reçoit de bonnes critiques, notamment sur les sites Rotten Tomatoes ou Metacritic,. La performance d'Evanna est saluée par de nombreuses critiques comme le Irish Independent qui déclare « Elle a une excentricité angulaire qui convient au rôle parfaitement. ». Elle sera notamment nommée au Irish Film and Television Awards dans la catégorie « Meilleure actrice dans un rôle principal ».

### D'autres rôles cinématographiques etDancing with the Stars(depuis 2017)

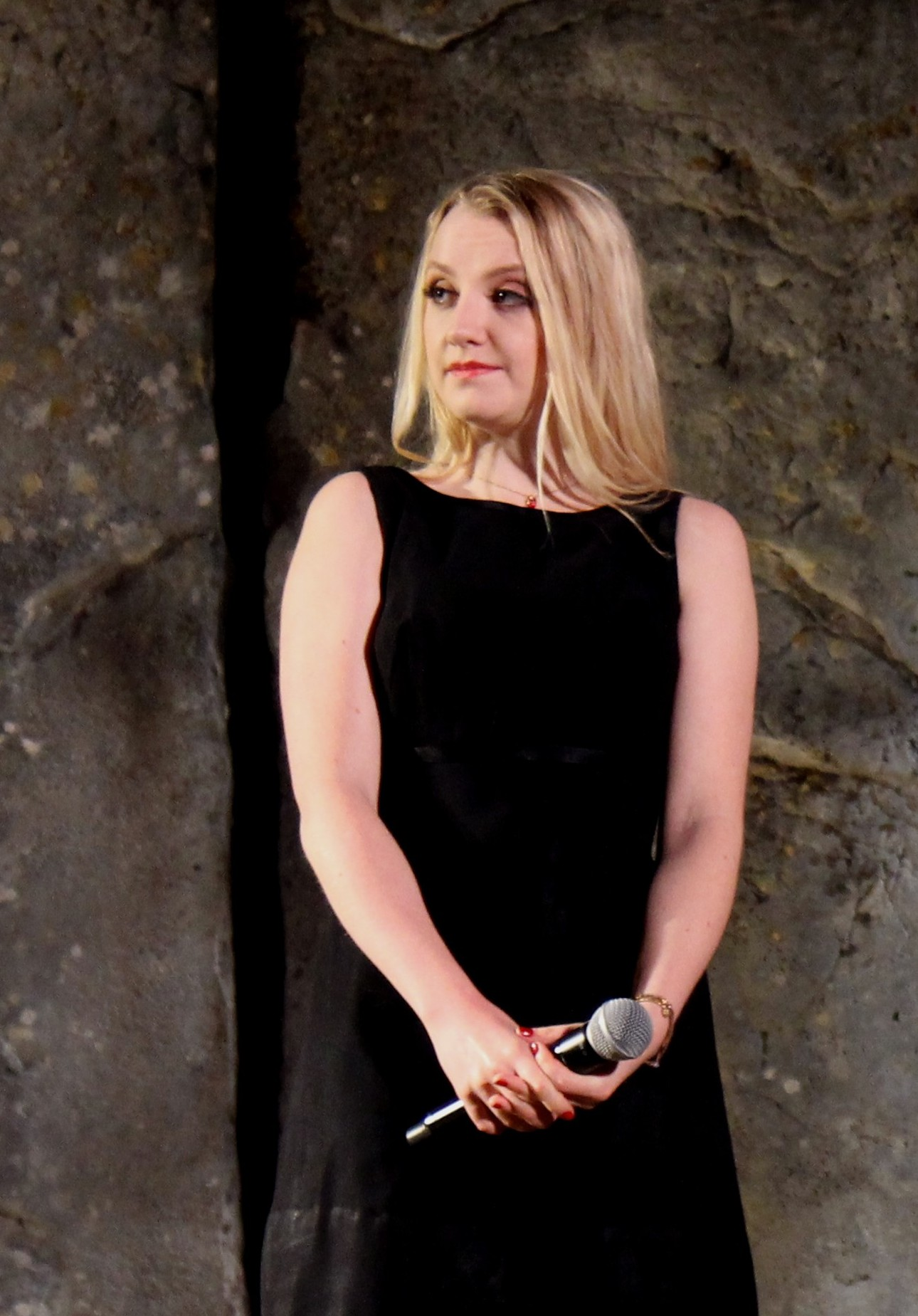
Evanna Lynch au Universal Studios Hollywood en avril 2016.

En avril 2017, il est annoncé qu'elle sera la vedette de la pièce de théâtre Disco Pigs. La pièce est une adaptation d'une pièce de Enda Walsh. La pièce a été jouée à Londres à la Trafalgar Studios du 12 juillet au 19 août 2017. Puis elle a été transférée à l'Irish Repertory Theatre à New York du 5 janvier au 4 mars 2018.

En novembre 2017, il a été confirmé qu'elle jouerait le rôle de Louise, la sœur du personnage principal dans le drame indépendant Indigo Valley, réalisé par Jaclyn Bethany. Elle renonce à ce rôle quelque temps après par manque de temps.

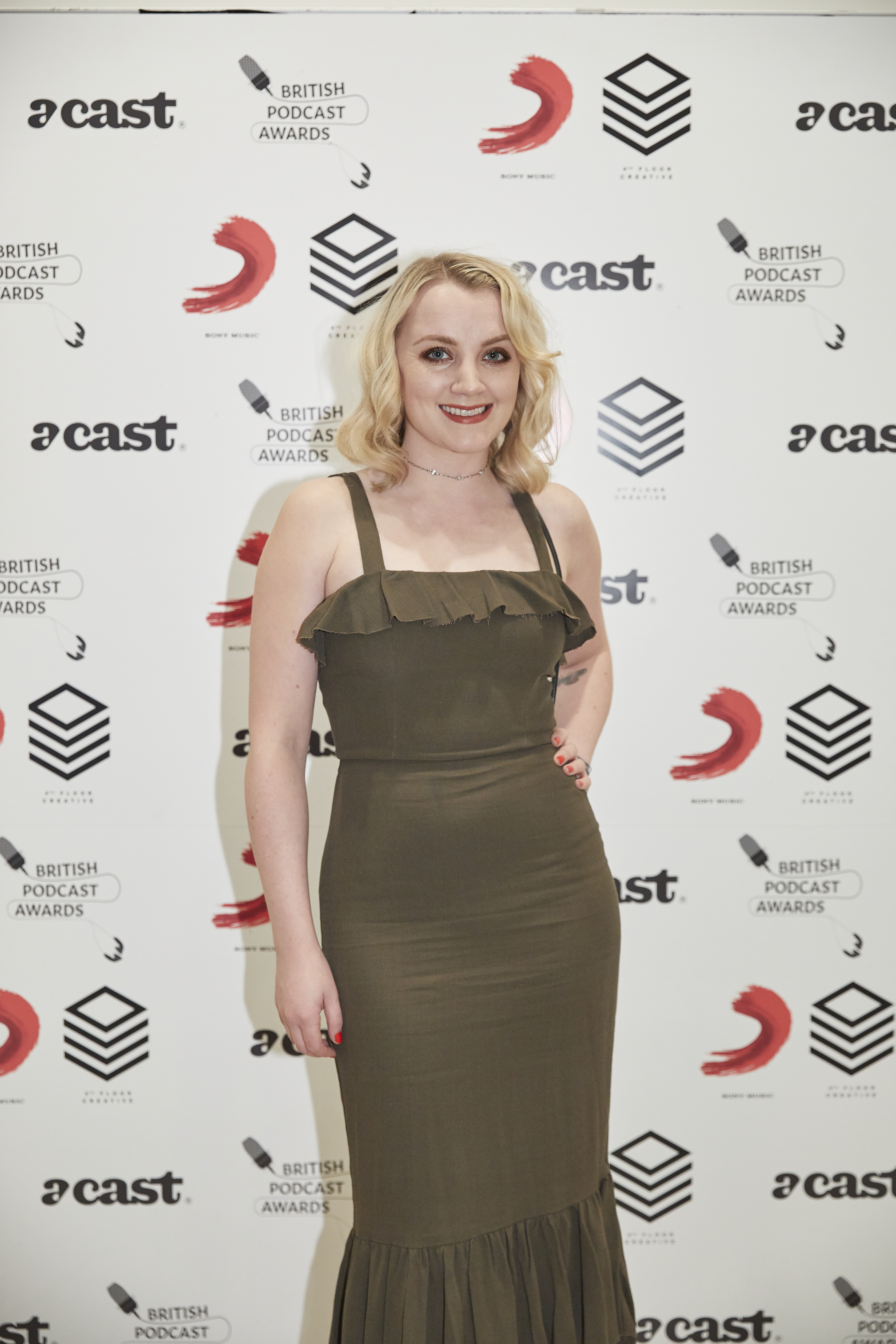
Evanna Lynch lors du British Podcast Awards en mai 2018.

Le 12 septembre 2018, Etonline annonce sa participation à la 27e saison de l'émission Dancing with the Stars,. Son partenaire est le danseur Keo Motsepe (en). Elle déclare lors d'une interview au magazine In Style, la raison de sa décision : « Vous savez, je l'ai fait pour moi. […] Je pensais pouvoir apprendre quelque chose sur moi-même. […] Passer à travers la danse et prouver que je peux le faire et que je peux gérer les nerfs et gérer la danse a renforcé ma confiance en moi. C'est quelque chose que je peux emporter avec moi lors d'auditions et de spectacles. » Durant la quatrième semaine, elle invite son amie Scarlett Byrne (l'interprète de Pansy Parkinson) pour la semaine Trio Night,. Elle finit troisième au classement, juste après Bobby Os et Milo Manheim,.
En février 2019, elle est confirmée dans le rôle de la danseuse moderne et fille du célèbre écrivain irlandais James Joyce, Lucia Joyce. Ce court métrage intitulé Lucia Joyce : Full Capacity sort durant l'été 2019 et est une réinterprétation de la célèbre prestation de la danseuse au premier Festival International de Danse du Bal Bullier à Paris.
Le 11 mars 2019, il est annoncé qu'elle figurera dans la première britannique de la pièce argentine The Omission of the Family Coleman, écrite par Claudio Tolcachir. La pièce se déroule du 28 mars au 27 avril 2019, dans le Theatre Royal à Bath. Deux mois après, elle rejoint la pièce de théâtre Games for Lovers. La pièce est jouée du 12 juillet au 25 août 2019 au The Vaults à Londres.
La même année, elle apparaît dans le rôle de Abbie Fox dans le premier film de Jason Mewes, Madness in the Method (en).
En 2021, elle tient le rôle de Chakrita, une reine extraterrestre qui enlève deux terriens, dans le court métrage comique végane You Eat Other Animals? réalisé par Ed Wiles.
Elle fera son grand retour au cinéma dans le film James and Lucia, où elle interprétera le rôle principal de Lucia Joyce au côté de Rupert Friend. Le tournage est prévus pour avril 2023 en Italie.

## Engagements caritatifs et véganisme

### Lutte pour les droits des animaux

PETA, une association pour laquelle Evanna Lynch est militante.

Végétarienne depuis ses onze ans, c'est depuis 2015, qu’Evanna Lynch est devenue complètement végane et ne cesse de le revendiquer en défendant des causes animales,,. En février 2016, elle reçoit la médaille Burke pour contribution exceptionnelle au discours par les arts de la College Historical Society (la Hist) pour sa promotion du véganisme.
En mars 2017, elle est nommée ambassadrice de l'association PETA, dont l'objet est de défendre les droits des animaux, et s'associe à eux dans une vidéo, où elle apprend à véganiser des plats de l’univers d’Harry Potter. En mai 2018, PETA la met en vedette dans une vidéo où elle est « testée » et qui dénonce les horreurs des tests de produits sur les animaux.
En octobre 2017, elle est par la suite nommée ambassadrice de l'association Veganuary. Lors d'une interview, elle explique la raison de son choix de devenir végane : « C'était juste le bon chemin pour moi. Dès que je suis devenue végétarienne, j'étais plus moi-même, comme si je vivais juste selon ce que je croyais. [...] Je n'ai jamais trouvé une religion ou une foi qui corresponde exactement à ce que je croyais parce qu'il y a tant de choses dont je ne suis pas sûre, mais je crois fermement en la non-violence, à savoir qu'il ne faut pas blesser d'autres personnes ou créatures. ». Elle a également écrit la préface du livre How To Go Vegan, de Veganuary.
En novembre 2019, elle reçoit un prix Lovie pour son activisme. Le comité a déclaré qu'elle : « plaçait la barre plus haut pour les personnes en position de gloire et capables d'utiliser Internet de la manière la plus créative et la plus accessible possible, afin de présenter de nouvelles idées aux personnes qui peuvent réellement changer notre monde ».

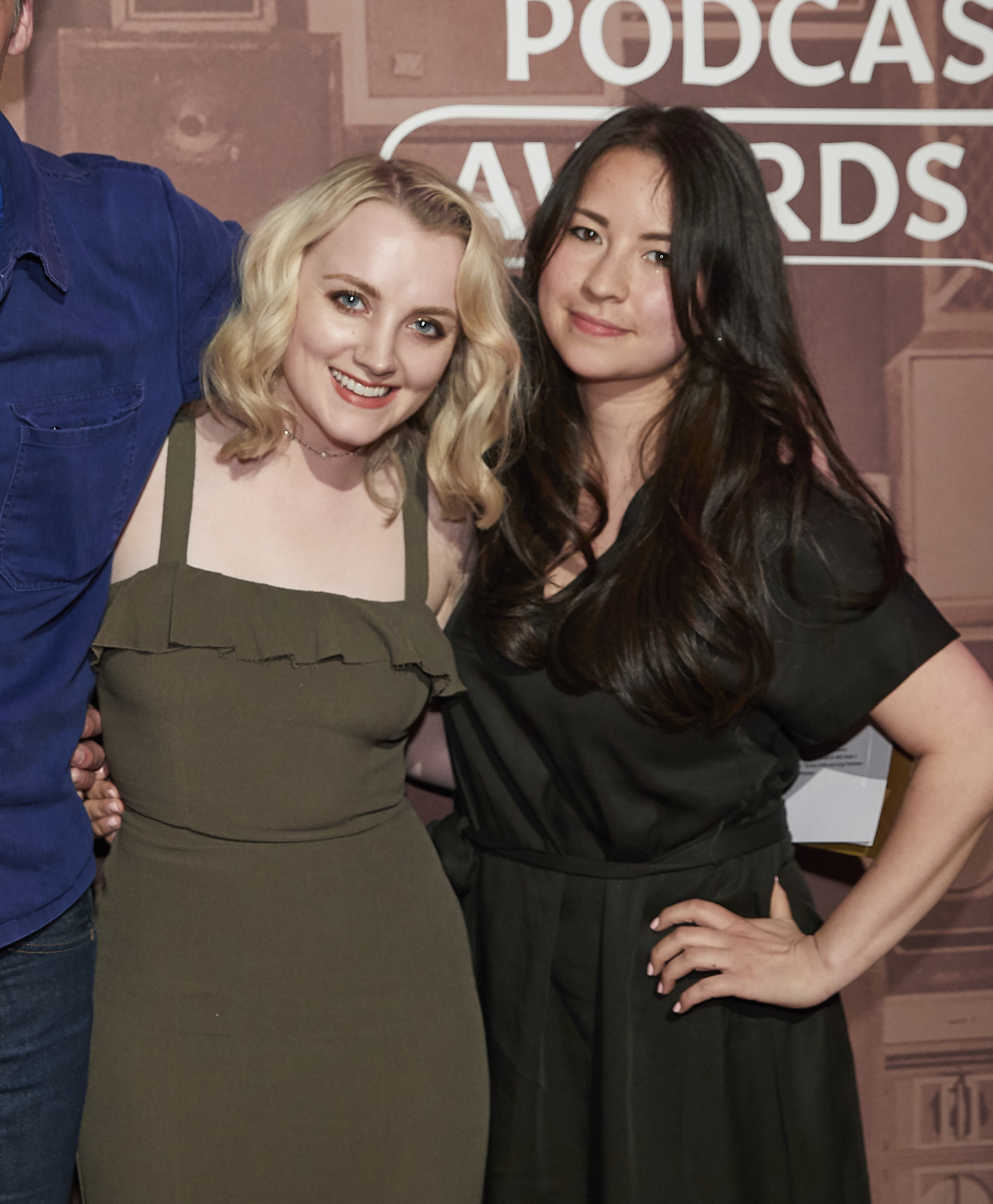
Evanna Lynch et Momoko Hill au British Podcast Awards à Londres en mai 2018.

#### The Chickpeeps
En novembre 2017, elle crée un site de podcast sur le véganisme avec son ex-partenaire Robbie Jarvis et les activistes Momoko Hill et Tylor Starr, intitulé The Chickpeeps. Son contenu est fondé sur le véganisme et propose des discussions sur divers sujets, auxquelles participent souvent des activistes tels que Ingrid Newkirk, Ed Winters ou encore Victoria Moran (en).
Evanna Lynch a commencé The ChickPeeps avec l’intention de diffuser « un podcast végétalien un peu plus vulnérable et humain qui donne l'impression de traîner avec des amis [...] où nous rions, où nous apprenons certaines choses, mais surtout où nous nous posons des questions. »

#### Kinder Beauty Box
En janvier 2019, elle co-crée avec l'actrice américaine Daniella Monet, une box mensuelle de produits de beauté véganes et respectueux de l'environnement, la Kinder Beauty Box,. Cette boite a pour but de soutenir la cause anti-cruauté animale dans les produits cosmétiques.
La boîte d'abonnement, dont la livraison mensuelle a débuté en janvier 2019, avait pour objectif de « mettre les marques éthiques à l'honneur » et de « surmonter le jargon déroutant » utilisé par les grandes marques qui testent des animaux pour leurs produits. Elle a été conçue après que les deux femmes aient discuté de la difficulté de trouver des produits de beauté végétaliens. Les produits sont expédiés dans un emballage écologique recyclable et une partie des ventes est reversée aux droits des animaux et à des causes environnementales.

### Autres engagements public: droits des homosexuels, des femmes et des enfants
Elle lance, en 2010, une collecte de fonds pour l'association MS Readathon. Depuis 2012, elle est membre de l'association créée par les fans d'Harry Potter, Harry Potter Alliance (en). Avec la Harry Potter Alliance, elle a soutenu le mariage homosexuel dans le Maine, notamment en prenant part à une diffusion sur le web d'une collecte de fonds, en écrivant un article sur l'image corporelle et en contribuant à un livre de collecte de fonds.
En mai 2015, elle prend position pour le mariage homosexuel en Irlande. À la suite de sa position et du fait que tout le monde n’ait pas partagé son bonheur et celui de la communauté LGBT irlandaise, et que certains ont même verbalisé leur homophobie dans les commentaires de sa publication, Evanna Lynch s'en ai pris à eux dans un communiqué : « Si vous êtes quelqu’un qui considère l’homosexualité comme “dégoûtante” ou “dérangée” ou “contre nature”, soyez gentil de bien vouloir cesser de me suivre sur les réseaux sociaux. Puis de me bloquer. Si j’étais quelqu’un qui voulait consacrer sa vie à se battre pour ouvrir les esprits des gens sur la définition du mariage et vaincre les préjugés sur l’homosexualité, j’encouragerais sans doute ce débat constant et virulent et j’inviterais les radicaux à se battre verbalement avec moi jusqu’à ce que mort s’ensuive. Mais ce n’est pas le but de ma vie, c’est juste la vie telle que je la vois, quelque chose que je soutiens, et les remarques méchantes, agressives et carrément cruelles m’épuisent ».
En juin 2014, elle se rend pendant trois jours avec l'association UNICEF Irlande à Tacloban en Philippines pour rendre visite aux enfants victimes du typhon.
En 2016, elle devient l'une des ambassadrices de l'association Lumos, créée par la romancière J. K. Rowling et la députée européenne et baronne Emma Nicholson. Elle rejoint de nombreux acteurs de la saga Harry Potter comme l'actrice Bonnie Wright. En septembre de la même année, elles se rendent en Haïti pour comprendre pourquoi 30 000 enfants avaient si désespérément besoin de familles, et non d'orphelinats.
En octobre 2018, elle fait partie de l'une des actrices qui écrit dans le livre Feminists Don't Wear Pink and Other Lies, organisé par Scarlett Curtis, dont les redevances sont allées à la fondation des Nations unies Girl Up.

## Vie privée
Evanna Lynch est élevée dans une famille très catholique. Cependant, lors d'une interview en 2014, l'actrice annonce qu'elle ne pratique plus aujourd'hui parce qu'elle ne partage plus certaines croyances : « J'ai arrêté d'aller à la messe il y a quelques années, principalement parce que je ne suis plus en accord avec certaines règles. […] Je n'aime pas quand une chose consiste à se punir et à te faire sentir mal dans ta peau, et en grandissant, je me sentais mal de me faire plaisir ou de faire quoi que ce soit pour m'amuser. ».
Après cinq années passées à Los Angeles, elle déménage à Londres en novembre 2016, souhaitant retrouver ses proches, mais également par choix professionnel : « J'aime les drames étranges et décalés qui sont généralement sous-payés et réalisés de façon indépendante, et Los Angeles ne donne pas vraiment la priorité à ce genre de travail ».

### Relations
En 2013, elle commence à fréquenter l'acteur britannique Robbie Jarvis, qu'elle a rencontré lors du tournage du film Harry Potter et l’Ordre du Phénix. En novembre 2016, ils confirment leur séparation après trois ans de vie commune. L'actrice raconte cependant que les deux anciens compagnons sont restés tout de même très amis : « Nous sommes toujours amis. Nous sommes tous les deux véganes, donc nous allons à beaucoup d'événements véganes ensemble. Alors oui, nous sommes toujours de bons amis. ». Ces deux derniers co-présente un site de podcast sur le véganisme, intitulé The Chickpeeps.
Elle a par la suite été en couple avec le musicien et chanteur Andel, de novembre 2016 à novembre 2017.

### Problème de santé et publication de ses mémoires

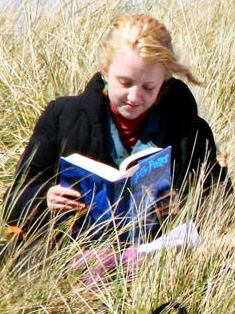
Evanna Lynch, lisant l'un des livres de la saga sur le tournage de Harry Potter et les Reliques de la Mort - 2e partie à Castlemartin en mai 2009.

À l'âge de 11 ans, Evanna Lynch souffre d'anorexie mentale, un Trouble du Comportement Alimentaire. Elle a été hospitalisée à plusieurs reprises pour anorexie, et a déclaré que la série Harry Potter était la seule chose qui pouvait « attirer son attention » de sa maladie. Elle aurait également écrit à l'auteure J. K. Rowling au cours de son hospitalisation et cette dernière l'aurait encouragée à vaincre sa maladie, avant même que les premiers films de la franchise ne soient produits. L'actrice a déclaré que « les livres et sa gentillesse lui ont vraiment donné envie de revivre ». Lors de la sortie du cinquième livre en juin 2003, elle a été hospitalisée et sa famille a consulté l'éditeur du livre ainsi que l'hôpital pour obtenir une autorisation de sortie pendant une heure et afin de recueillir une copie signée du livre.
Evanna Lynch a travaillé pour promouvoir une bonne estime de soi et une image corporelle saine chez les jeunes filles en raison de ses expériences antérieures avec le trouble de l'alimentation anorexie mentale. Celle-ci a écrit un essai intitulé Why the Body Bind is My Nightmare, publié en 2011, dans lequel elle décrit sa lutte émotionnelle avec son apparence et comment elle a réussi à surmonter cela grâce à l'utilisation d'allusions qui se rapportent à la série Harry Potter.
En février 2021, l'actrice annonce sur Instagram la sortie de son premier livre, ses mémoires, le 14 octobre 2021 au Royaume-Uni. Ce mémoire, nommé The Opposite of Butterfly Hunting: The Tragedy and the Glory of Growing Up, publié par la maison d'édition Headline Books. Evanna Lynch donne notamment plusieurs informations :  « D’une certaine manière, ce livre est un mémoire sur ma lutte contre un trouble de l’alimentation. Cependant, ce n’est pas vraiment un livre sur la minceur et l’alimentation, il s’agit de se reconstruire après, littéralement récupérer. Dans son essence, il s’agit de la négociation en cours entre les voix de nos peurs et notre créativité, et toutes les choses folles, intéressantes et sauvages qui se produisent lorsque vous continuez à vous engager dans vos rêves. ».

## Théâtre
- 2012 : A Very Potter Senior Year (en), mise en scène de Matt et Nick Lang, Mischief Management (en), Chicago : Luna Lovegood
- 2012 : The Joe Moses One-Man Showses, mise en scène de Joe Moses, El Rey Theatre (en), Los Angeles : Elle-même / Colette
- 2013 : Houdini (play) (en), mise en scène de Peter Snee, Grand Theatre, Blackpool (en) : Bess Houdini
- 2016 : The Evil Dead in Concert / Live To Film: A Halloween Theatrical Experience, mise en scène de Richard Kraft et Jaime Robledo, Ace Hotel Los Angeles (en), Los Angeles : La narratrice "Tell-Tale Heart"
- 2017 / 2018 : Disco Pigs, mise en scène de John Haidar, Trafalgar Studios, Londres et Irish Repertory Theatre, New York : Sinéad / Runt
- 2019 : The Omission of the Family Coleman, mise en scène de Laurence Boswell, Theatre Royal, Bath : Gaby
- 2019 : Games for Lovers, mise en scène de Anthony Banks, The Vaults Theatre, Londres : Martha Wiggly
- 2023: Under The Black Rock, mise en scène de Ben Kavanagh, Arcola Theatre, Londres: Niamh Ryan

## Filmographie

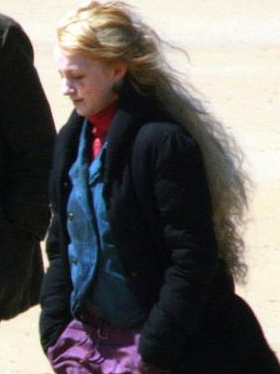
Evanna Lynch sur le tournage de Harry Potter et les Reliques de la Mort - 2e partie à Castlemartin en mai 2009.

### Cinéma

#### Longs métrages
- 2007 : Harry Potter et l'Ordre du Phénix de David Yates : Luna Lovegood
- 2009 : Harry Potter et le Prince de sang-mêlé de David Yates : Luna Lovegood
- 2010 : Harry Potter et les Reliques de la Mort, 1re partie de David Yates :  Luna Lovegood
- 2011 : Harry Potter et les Reliques de la Mort, 2e partie de David Yates : Luna Lovegood
- 2013 : G.B.F de Darren Stein (en) : McKenzie Pryce
- 2015 : Addiction: A60's Love Story de Tate Steinsiek : Theresa Bornstein
- 2015 : My Name Is Emily de Simon Fitzmaurice : Emily
- 2019 : Madness in the Method (en) de Jason Mewes : Abbie Fox

##### En projet
- date indéterminée : James and Lucia de Robert Mullan : Lucia Joyce[64]

#### Courts métrages
- 2013 : It Don't Come Easy de Sabrina Jaglom : Ella
- 2019 : Lucia Joyce: Full Capacity de Deirdre Mulrooney : Lucia Joyce
- 2020 : Europeans: Donnú Bréige de Amy Hodge : Róisín
- 2021 : Bus Girl de Jessica Henwick : Beth
- 2021 : You Eat Other Animals de Ed Wiles : Chakrita, une reine extraterrestre
- 2023 : Sandwich Man de Jessica Henwick : Beth

### Télévision

#### Téléfilm
- 2015 : Danny and the Human Zoo (en) de Destiny Ekaragha : Bridget Riordan

#### Séries télévisées
- 2012 : Sinbad de James Dormer, Russell Lewis et Jack Lothian : Alehna (saison 1, épisode 12)
- 2013 : Apex de Cory Braun : Regan (saison 1, épisode 1)
- 2021 : Affaires non classées (Silent Witness) de Nigel McCrery (en) : Paisley Robertson (saison 24, épisodes 1 et 2)

#### Émissions
- 2018 : Dancing with the Stars : participante (saison 27)
- 2022 : Harry Potter : Retour à Poudlard (Harry Potter 20th Anniversary: Return to Hogwarts) de Casey Patterson : elle-même (épisode spécial ou réunion spéciale)

### Clip vidéo
- 2017 : DISARM de Bry

## Doublage

### Court métrage
- 2021 : Other Half de Lina Kalcheva : Icarus

### Jeux vidéo
- 2007 : Harry Potter et l'Ordre du Phénix : Luna Lovegood
- 2009 : Harry Potter et le Prince de sang-mêlé : Luna Lovegood
- 2010 : Harry Potter et les Reliques de la Mort, 1re partie : Luna Lovegood
- 2011 : Harry Potter et les Reliques de la Mort, 2e partie : Luna Lovegood
- 2015 : Lego Dimension : Luna Lovegood

### Séries d'animations
- 2019 : Middle School Moguls : la voix de la tablette, de la boîte et de l’académie (saison 1, épisode 1)
- 2020 : Le Destin des Tortues Ninja (Rise of the Teenage Mutant Ninja Turtles) : Gentry (saison 2, épisode 8)

### Livres audio
- 2020 : Keep Your Eyes on Me, inspiré du roman de Sam Blake[106]
- 2020 : The Fountain of Fair Fortune, inspiré du roman Les Contes de Beedle le Barde de J. K. Rowling[107]

## Publication
- The Opposite of Butterfly Hunting: The Tragedy and the Glory, Headline Publishing Group (en), 2021

## Distinctions

### Récompenses et nominations
| Année | Organisation                                   | Récompense                                               | Film                                   | Résultat   |
| ----- | ---------------------------------------------- | -------------------------------------------------------- | -------------------------------------- | ---------- |
| 2009  | Scream Awards                                  | Meilleur espoir                                          | Harry Potter et le Prince de sang-mêlé | Nomination |
| 2010  | Young Artist Awards                            | Meilleure performance dans un film – Second rôle féminin | Harry Potter et le Prince de sang-mêlé | Nomination |
| 2016  | Irish Film and Television Awards               | Meilleure actrice dans un rôle principal                 | My Name Is Emily                       | Nomination |
| 2016  | Victoria TX Indie Film Fest                    | Meilleure actrice dans un rôle principal                 | My Name Is Emily                       | Lauréat    |
| 2016  | Festival du film de Newport Beach              | Meilleure actrice dans un rôle principal                 | My Name Is Emily                       | Lauréat    |
| 2019  | The Richard Harris International Film Festival | Meilleure actrice dans un rôle principal                 | Lucia Joyce: Full Capacity             | Nomination |

### Honneurs
- 2016 : Evanna Lynch reçoit la médaille Burke pour « Contribution exceptionnelle » au discours par les arts de la College Historical Society (la Hist) pour sa promotion du véganisme[68].
- 2019 : The Lovie Award, qui récompense Evanna Lynch dans la catégorie « Contribution exceptionnelle » pour promouvoir le véganisme et la santé saine, sans cruauté animale par le biais des médias sociaux, du podcasting et de sa propre ligne de beauté, Kinder Beauty Box[74].